# شبکه البرز
شبکه البرز یک شبکه تلویزیونی استانی است که از مرکز کرج پخش می‌گردد. و دارای دو ساختمان مجزا است. این شبکه تلویزیونی در ۲۴ آبان ماه ۱۳۹۱ پخش آزمایشی خود خود را با پخش اخبار استان آغاز کرد. پخش آزمایشی برنامه‌های شبکه البرز با کیفیت HD از طریق گیرنده‌های دیجیتال زمینی از روز ۲ مرداد ۱۴۰۴ آغاز شد.
در چهارم خرداد ۱۳۹۲ شبکه استانی البرز کار خود را با ۱۰ ساعت پخش رسماً آغاز نمود و با حضور سید عزت‌الله ضرغامی رئیس وقت سازمان صدا و سیما، افتتاح شد. از اواسط بهمن ۱۳۹۶ برنامه‌های شبکه البرز به صورت ۲۴ ساعته پخش می‌شود. این شبکه از ۶ خرداد سال ۱۴۰۲ نشان‌واره و هویت بصری خود را تغییر داده است. مدیریت این مرکز هم‌اکنون بر عهده مهدی کریمی زارچی است.